# 尾上寛之
尾上 寛之（おのうえ ひろゆき、1985年7月16日 - ）は、日本の俳優。大阪府茨木市出身。鈍牛倶楽部所属。

## 来歴・人物
金光大阪高等学校出身。小学生の頃より「日本芸能センター」にてレッスンを受け、レギュラーデビュー前からCMや映画などに多数出演。
1994年（平成6年）、NHK朝の連続テレビ小説『ぴあの』で子役として俳優レギュラーデビュー。
特技はエレキギター・バスケットボール。八重歯が特徴。

## 出演

### テレビドラマ
- 連続テレビ小説（NHK）
  - ぴあの（1994年4月 - 10月） - 柴田正樹 役
  - ふたりっ子（1996年10月 - 1997年4月） - 佐藤 役
  - 甘辛しゃん（1997年10月 - 1998年4月） - 草野 役
  - てるてる家族（2003年9月 - 2004年3月） - 森下一平 役
  - 芋たこなんきん（2006年10月 - 2007年3月） - 徳永清志 役
  - カーネーション（2011年9月 - 2012年3月） - 安岡勘助 役
  - ひよっこ（2017年4月 - 9月） - 角谷太郎 役
  - スカーレット（2019年9月 - 2020年3月） - 掛井武蔵丸 役
- この指とまれ!!（1995年、NHK）
- 夜会の果て 第6話（1997年10月15日、NHK） - 榎本春之助 役
- 御家人斬九郎 第3シリーズ 第2話「虎退治」（1997年、フジテレビ / 映像京都） - 尼子虎之助 役
- 少年H・青春篇（2001年3月23日、フジテレビ） - 妹尾肇（H）役
- 京都迷宮案内スペシャル（2001年10月4日、テレビ朝日）
- 壬生義士伝〜新選組でいちばん強かった男〜（2002年1月2日、テレビ東京） - 大野次郎右衛門（青年期）役
- ドラマ30（毎日放送）
  - ドレミソラ（2002年7月29日 - 9月27日） - 神田篤朗 役
  - 新・いのちの現場から 第36話 - 第39話（2004年3月 - 5月） - 吉住隆介 役
- 新・赤かぶ検事奮戦記 第14作 - 16作（2002 - 2004年、朝日放送） - 柊誠二 役
- 忠臣蔵〜決断の時（2003年1月2日、テレビ東京） - 矢頭右衛門七 役
- 剣客商売（フジテレビ） - 飯田粂太郎 役
  - 第4シリーズ（2003年1月 - 5月）
  - 第5シリーズ（2004年2月 - 3月）
  - スペシャル「決闘・高田の馬場」（2005年9月6日）
  - スペシャル「道場破り」（2010年2月5日）
- さとうきび畑の唄（2003年9月28日、TBS） - 川平 役
- 17才夏。 第4話（2003年8月9日、朝日放送） - 祐二 役
- めだか 第2話・第3話・第5話（2004年10月12日・19日・11月2日、フジテレビ） - 種田清春 役
- ディビジョン1 ステージ9「miracle」（2005年1月12日 - 2月2日、フジテレビ） - 宇田川将生 役
- 白夜行 第1話・第2話（2006年1月12日・19日、TBS） - 秋吉雄一 役
- 繋がれた明日（2006年3月4日 - 25日、NHK） - 高取繁樹 役
- セーラー服と機関銃 第7話（2006年11月24日、TBS）
- 去年ルノアールで 第2話（2007年7月22日、テレビ東京） - 暴走族A 役
- 未来遊園地〜幽霊少女と観覧車〜（2007年9月28日、テレビ朝日） - 犬飼 役
- 初恋net.com〜忘れられない恋のうた〜 episode.3「陽に向かう」（2007年12月8日 - 22日、テレビ朝日） - 川田龍一 役
- ジョシデカ!-女子刑事- 第2話（2007年10月25日、TBS） - 柿原 役
- ROOKIES（2008年4月19日 - 7月26日、TBS） - 今岡忍 役
- 帰ってこさせられた33分探偵 第12話（2009年4月11日、フジテレビ） - 中島 役
- 必殺仕事人2009 第16話「食品偽装」（2009年5月15日、朝日放送 / テレビ朝日） - 佐吉 役
- MR.BRAIN 第2話・第3話・第5話・第7話・最終話（2009年5月30日・6月6日・20日・7月4日・11日、TBS） - 鑑識1 役
- BOSS 第9話（2009年6月11日、フジテレビ） - 増田潔 役
- ハンチョウ〜神南署安積班〜 第13話（2009年7月6日、TBS） - 望月陽平 役
- 最後の赤紙配達人〜悲劇の召集令状64年目の真実〜（2009年8月10日、TBS） - タイチ 役
- こちら葛飾区亀有公園前派出所 第7話（2009年9月19日、TBS） - ひったくり犯 役
- コード・ブルー －ドクターヘリ緊急救命－ 2nd season 第7話（2010年2月22日、フジテレビ） - 西口 役
- 大河ドラマ（NHK）
  - 龍馬伝（2010年） - 伊藤俊輔 役
  - 花燃ゆ（2015年） - 工藤長次郎 役
  - 西郷どん（2018年） - 大隈重信 役
  - 青天を衝け（2021年） - 原市之進 役
- 宇宙犬作戦 第11話（2010年10月8日、テレビ東京） - コーム 役
- 闇金ウシジマくん 第1話（2010年10月12日、毎日放送） - 池田信彦 役
- トイレの神様（2011年1月5日、毎日放送） - 植村光生（成長後）役
- 土曜ワイド劇場（テレビ朝日）
  - 特別企画「殺人予告〜完全犯罪は一本の電話で始まった!!特命班が追う警官殺しと折れたタクトの謎!?」（2011年1月29日） - 高津省吾 役
  - 法医学教室の事件ファイル41（2015年11月28日） - 山中唯義 役
- CONTROL〜犯罪心理捜査〜 第4話・第5話（2011年2月1日・8日、フジテレビ） - 宮田健吾 役
- 再生巨流（2011年3月6日、WOWOW） - 立川久 役
- 13歳のハローワーク 第8話（2012年3月2日、テレビ朝日） - 東京シティハンターズリーダー 役
- 早海さんと呼ばれる日 第9話・最終話（2012年3月11日・18日、フジテレビ） - 椎名誠司 役
- 遺留捜査 第2シリーズ 第5話（2012年8月16日、テレビ朝日） - 井上良平 役
- 負けて、勝つ 〜戦後を創った男・吉田茂〜 第4話・第5話（2012年9月29日・10月6日、NHK） - 宮沢喜一 役
- ピロートーク〜ベッドの思惑〜 第1話（2012年10月4日、関西テレビ） - 梅本 役
- ヒトリシズカ 第1話（2012年10月21日、WOWOW） - 吉井淳也 役
- MONSTERS 第4話（2012年11月11日、TBS） - 土田隆弘 役
- ネオ・ウルトラQ（2013年1月12日 - 3月30日、WOWOW） - 白山正平 役
- 水曜ミステリー9（テレビ東京）
  - 刑事吉永誠一 涙の事件簿11・赤い遺産（2013年4月3日） - 赤沢良樹 役
  - 嫌われ監察官 音無一六〜警察内部調査の鬼〜3（2016年2月24日） - 真柴圭史 役
- でたらめヒーロー 第7話（2013年5月16日、読売テレビ） - 小林光男 役
- 特集ドラマ はじまりの歌（2013年9月23日、NHK） - 阿武栄介 役
- 足尾から来た女（2014年1月18・25日、NHK） - 刑事 役
- 木曜時代劇 銀二貫（2014年4月10日 - 6月5日、NHK） - 梅吉 役
- 僕らはみんな死んでいる♪（2014年7月2日、TBS） - 佐藤弘 役
- 玉川区役所 OF THE DEAD 第1話（2014年10月4日、テレビ東京） - 北柳ケン 役
- 月曜ゴールデン特別企画「全盲の僕が弁護士になった理由〜実話に基づく感動サスペンス!〜」（2014年12月1日、TBS） - 加山 役
- びったれ!!! 第6話（2015年2月18日、テレビ神奈川他） - 日野純太 役
- 出入禁止の女〜事件記者クロガネ〜 最終話（2015年2月26日、テレビ朝日） - 夏目武大 役
- ああ、ラブホテル 最終話（2015年3月22日、WOWOW） - 柴田 役
- ホテルコンシェルジュ 第1話（2015年7月7日、TBS） - 渡辺祐二 役
- 煙霞 〜Gold Rush〜（2015年7月18日 - 8月8日、WOWOW） - 小山田 役
- 最強のふたり〜京都府警 特別捜査班〜 第3話（2015年7月30日、テレビ朝日） - 岡崎達郎 役
- 探偵の探偵 第4話・第5話（2015年7月30日・8月6日、フジテレビ） - 檜池泰弘（入山陽介）役
- 経世済民の男 第一部「高橋是清」第2話 （2015年8月29日、NHK） - 上塚司 役
- よろず屋ジョニー（2015年11月 - 12月、フジテレビTWO） - 柴田要 役
- 新・ミナミの帝王11（2016年1月17日、関西テレビ） - 花岡時男 役
- BARレモン・ハート SEASON2  第8話「出発の酒」（2016年5月23日、BSフジ） - 藤井二郎 役
- 月曜名作劇場 あんみつ検事の捜査ファイル（2016年6月13日、TBS） - 坂上真司 役
- レンタル救世主 最終回（2016年12月11日、日本テレビ）
- スーパーサラリーマン左江内氏　第1話、第4話（2017年1月14日・2月4日、日本テレビ） - 諸星 役
- 道子とキライちゃんの相談室 第1話（2017年1月12日（11日深夜）、フジテレビ） - 大久保 役[2]
- 相棒（テレビ朝日）
  - season15 第17話（2017年3月1日） - 中鴨昌行 役
  - season20 元日スペシャル （2022年1月1日） - 遠藤佑人 役
- リバース（2017年4月 - 6月、TBS） - 古川大志 役
- さぼリーマン甘太朗（2017年7月13日 - 9月29日、テレビ東京） - 山地大輔 役
- 時代をつくった男 阿久悠物語（2017年） - 東ディレクター 役
- 沈黙法廷（2017年） - 馬場昌樹 役
- ザ・ブラックカンパニー（2018年2月 - 、フジテレビONE TWO NEXT） - 大溝末男 役 [3]
- アンナチュラル 第8話 - 最終話（2018年3月2日 - 16日、TBS） - 高瀬文人 役
- シグナル 長期未解決事件捜査班 第2 - 4話（2018年4月17日 - 5月1日、フジテレビ） - 田中仁志 役
- ラブリラン 第5話（2018年5月3日、日本テレビ） - 小松健司 役
- モンテ・クリスト伯 -華麗なる復讐- 第5話 -（2018年5月17日 - 、フジテレビ） - 出口文矢 役
- 執事 西園寺の名推理 第7話（2018年6月1日、テレビ東京） - 平沼基夫 役
- 月曜名作劇場 森村誠一サスペンス 「おくのほそ道迷宮紀行」（2018年6月11日、TBS） - 針生省吾 役
- ハラスメントゲーム 第1話（2018年10月15日、テレビ東京） - 佐々部幸弘 役
- そろばん侍 風の市兵衛 第8話 「帰り船」（2018年7月14日、NHK） - 半助 役
- 月曜名作劇場 「警視庁南平班～七人の刑事～11」（2018年10月29日 -、TBS） - 川北啓輔 役
- いよっ!弁慶（2018年10月31日、NHK） - 常盤海彦 役
- 記憶捜査〜新宿東署事件ファイル〜（2019年、テレビ東京） - 若林修 役
- 刑事ゼロ 第5話（2019年2月7日、テレビ朝日） - 羽山敬太 役
- チャンネル5.5「ゼブラ」（2019年2月22日（21日深夜） - 3月14日、全4話、CBCテレビ） - 柿沼紳一郎 役
- 白い巨塔（2019年5月22日 - 26日、テレビ朝日） - 安西太郎 役
- ポイズンドーター・ホーリーマザー 第4話 「ベストフレンド」（2019年7月27日、WOWOW） - 直下未来 役
- べしゃり暮らし（2019年7月27日 - 9月14日、テレビ朝日） - 藤川則夫 役[4]
- 4分間のマリーゴールド 第3話（2019年10月25日、TBS） - 中谷敦志 役
- 赤ひげ 第5話 （2019年11月29日、NHK） - 与助 役
- 探偵・由利麟太郎 第2話（2020年6月23日、関西テレビ・フジテレビ系） - 井出圭一 役
- 竜の道 二つの顔の復讐者 第2話 - 第3話（2020年8月4日 - 8月11日、関西テレビ・フジテレビ系） - 三栗谷仁志 役
- 太陽の子（2020年8月15日、NHK総合・NHK BS4K・NHK BS8K） - 清田薫 役
- 月曜プレミア8 横山秀夫サスペンス「沈黙のアリバイ」「モノクロームの反転」（2020年10月26日･11月9日、テレビ東京） - 森隆弘 役
- 神様のカルテ 第4夜（2021年3月8日、テレビ東京） - 二木隆 役
- 緊急取調室 第8 ‐ 最終話（2021年9月9日 ‐ 16日、テレビ朝日） - 須田太郎 役
- ドラマ「家、ついて行ってイイですか?」 第7話 (2021年9月25日、テレビ東京） - 谷田勝 役
- シェフは名探偵　第6話 （2021年7月7日、テレビ東京） - 川本淳吾 役
- 誰かに話したくなる山本周五郎日替わりドラマ２　第６話「ゆうれい貸屋」（2022年2月11日、NHK） - 弥六 役
- 海の見える理髪店 （2022年3月31日、NHK BS8K 5月8日、NHK BSプレミアム） - 若い店主 役
- 元彼の遺言状 第6話（2022年5月16日、フジテレビ） - 木下雄一郎 役
- 警視庁・捜査一課長season6  第9話 （2022年6月9日、テレビ朝日） - 親松実 役
- オクトー 〜感情捜査官 心野朱梨〜 第6話 （2022年8月11日、日本テレビ） - 円山宗吾 役
- リエゾン ‐こどものこころ診療所‐ 第3話 （2023年2月3日、テレビ朝日） ‐ 柿崎悟志 役
- 機捜235×強行犯係 樋口顕 第5話 - 最終話（2023年2月24日、テレビ東京） ‐ 浜川敦也 役
- 拝啓、奇妙なお隣さま（2023年7月16日、テレビ朝日） ‐ 山村浩 役[5]
- Believe-君にかける橋-（2024年4月25日 - 6月20日、テレビ朝日） - 宇崎誠吾 役[6]
- 天久鷹央の推理カルテ 第6話（2025年5月27日、テレビ朝日） - 寺田一樹 役
- DOCTOR PRICE 第2話（2025年7月13日、読売テレビ・日本テレビ） - 安斎悠人 役[7]

### バラエティ
- 未来創造堂「シアター創造堂（再現ドラマのコーナー）」（日本テレビ）
  - 第15回（2006年7月28日） - 平井彰 役
  - 第52回（2007年4月6日） - 佐藤富男 役
- イチから住 〜前略、移住しました〜（2016年1月 - 3月、テレビ朝日）

### 映画
- 子連れ狼 その小さき手に（1993年、松竹） - 村の子供たちの一人（子役時代の最初の出演作）
- 地球が動いた日（アニメ映画）（1997年、GOGOビジュアル企画） - 村田満 役（声の出演）
- メゾン風の丘（1998年）
- 本日またまた休診なり（2000年9月、東京映像工房） - 山邊太一 役
- カタルシス（2003年11月、アルゴピクチャーズ） - 大野南青紀 役
- スクールウォーズ・HERO（2004年9月、松竹） - 望月浩 役
- パッチギ!（2005年1月、シネカノン） - 朴在徳（チェドキ） 役
- ゆれる（2006年7月、シネカノン）
- 親指さがし（2006年8月、ザナドゥー） - 吉田信久 役
- 夜のピクニック（2006年9月、ムービーアイ・松竹）
- 虹の女神（2006年10月、東宝） - 服部次郎 役
- 手紙（2006年11月、GAGA） - 寺尾祐輔 役
- キトキト!（2007年3月、シネカノン） - 眞人 役
- サッド ヴァケイション（2007年9月、スタイルジャム） - 男子高校生 役
- 阿波DANCE（2007年8月、キュービカル・エンタテインメント） - 杉浦穣 役
- 魁!!男塾（2008年1月、ゼアリズエンタープライズ） - 極小路秀麻呂 役
- アフタースクール（2008年5月、クロックワークス） - マナブ 役
- さよなら、ジョージ・アダムスキー（2008年5月、配給会社無し[注釈 1]） - 定幸 役
- 真木栗ノ穴（2008年10月、ビターズエンド） - 細見貢 役
- 愛のむきだし（2009年1月、ファントム・フィルム） - タカヒロ 役
- ROOKIES -卒業-（2009年5月、東宝） - 今岡忍 役
- ボーイズ・オン・ザ・ラン（2010年1月、ファントム・フィルム） - 矢野 役
- おにいちゃんのハナビ（2010年9月、ゴー・シネマ） - 小林アツシ 役
- 裁判長!ここは懲役4年でどうすか（2010年11月、ゼアリズエンタープライズ） - 永田邦明 役
- 洋菓子店コアンドル（2011年2月、アスミック・エース） - 海千尋 役
- 岳-ガク-（2011年5月、東宝） - 遭難する青年役
- 若手映画作家育成プロジェクト 「嘘々実実」（2011年） - 主演・速水真 役
- 俺はまだ本気出してないだけ（2013年6月、松竹） - キャバクラのヒゲ 役
- 地獄でなぜ悪い（2013年9月、キングレコード、ティ・ジョイ） - 田中刑事 役
- 自分の事ばかりで情けなくなるよ（2013年10月、SPOTTED PRODUCTIONS） - ヒデキ 役
- ルームメイト（2013年11月、東映） - 長谷川伸一 役
- くじけないで（2013年11月16日、松竹） - 柴田健一（青年期） 役
- 王妃の館（2015年4月25日、東映） - 戸川光男 役
- 殿、利息でござる!（2016年5月14日、松竹） - 平八 役
- 3月のライオン（2017年3月18日・4月22日、東宝、アスミック・エース） - 松本一砂 役
- こどもつかい（2017年6月17日、松竹） - 近藤創 役
- 悪と仮面のルール（2018年1月13日、ファントム・フィルム） - サトウ 役
- 億男（2018年10月19日、東宝） - 落語研究会メンバー 役
- 葬式の名人（2019年9月20日、ティ・ジョイ） - 緒方慎吾 役
- 罪の声（2020年10月30日、東宝） - 曽根光雄 役
- スパゲティコード・ラブ （2021年11月26日、ハピネットファントム・スタジオ）
- それぞれの花 （2022年11月4日、エムエフピクチャーズ） - 主演 まりお 役
- 宮松と山下 （2022年11月18日、ビターズ・エンド） - 國本 役
- 私が俺の人生!?（2024年7月19日、エフエムピクチャーズ） - 中山大輔 役[8]
- 若き見知らぬ者たち（2024年10月11日、クロックワークス）[9]
- 片思い世界（2025年4月4日、東京テアトル・リトルモア） - 村上直行 役[10]
- MADE IN USA （公開時期未定） - 主演

### 舞台
- ビロクシー・ブルース（2009年2月 - 3月、PARCO劇場ほか） - カーニー 役
- シダの群れ（2010年9月、Bunkamuraシアターコクーン） - 藤井 役
- カスケード〜やがて時がくれば〜（2011年3月、下北沢駅前劇場）
- 往転-オウテン『桃』（2011年11月、シアタートラム）
- ロミオ&ジュリエット（2012年5月 - 6月、赤坂ACTシアターほか） - ベンヴォーリオ 役
- 八犬伝（2013年3月 - 4月、シアターコクーン 他） - 犬飼現八 役
- 冒した者（2013年、神奈川芸術劇場） ‐ 舟木省三 役
- 殺風景（2014年5月 ‐ 6月、シアターコクーン ほか）
- ジャンヌ・ダルク （2014年10月 ‐ 11月、赤坂ACTシアターほか） - 傭兵ケヴィン 役
- TOKYOHEAD～トウキョウヘッド～（2015年3月、東京グローブ座）‐ ブンブン丸 役
- 残酷歌劇『ライチ☆光クラブ』（2015年12月、AiiA 2.5 Theater Tokyo） - ニコ 役
- イヌの日（2016年8月、下北沢ザ・スズナリ）[11]　‐ 中津正行 役
- 私はだれでしょう（2017年3月、紀伊國屋サザンシアターTAKASHIMAYA、2020年10月再演） - 高梨勝介 役
- MOJO（2017年6月 ‐ 7月、品川プリンスホテル クラブeX） - ポッツ 役
- 24番地の桜の園（2017年11月 ‐ 12月、シアターコクーンほか）
- 赤道の下のマクベス（2018年3月、新国立劇場 小劇場） - 李文平（清原文平）役
- THE BANK ROBBERY! ~ダイヤモンド強奪大作戦‐~（2019年8月、新国立劇場 中劇場他） - ニール・クーパー 役
- 常陸坊海尊（2019年12月、KAAT神奈川芸術劇場） - 伊藤豊 役
- 劇団た組『誰にも知られず死ぬ朝』（2020年2020年2月 ‐ 3月、彩の国さいたま芸術劇場 小ホール）
- 夜は短し歩けよ乙女（2021年6月、新国立劇場 中劇場、クールジャパンパーク大阪 WWホール） - 詭弁論部　高坂 役
- 猫のホテル『ピンク』（2021年10月、ザ・スズナリ） - ミツコの同僚／ミツコの義母／ミツコの夫／青井／彩 役
- 劇団東京夜光『悪魔と永遠』（2022年2月、本多劇場） - 我聞翼 役
- 劇団ヒトハダ旗揚げ公演『僕は歌う、青空とコーラと君のために』 （2022年４月 ‐ 5月、浅草九劇） - ゴールド 役
- パルコ・プロデュース2022「VAMP SHOW ヴァンプショウ」（2022年8月 - 9月、PARCO劇場 ほか）[12] - 野田英介 役
- 夏の砂の上（2022年11月 ‐ 12月、世田谷パブリックシアターほか）[13] - 陣野 役
- 一見劇団 「森の石松」「世にも奇妙な森の石松」（2023年1月9日、篠原演芸場）
- ナイロン１００℃ 48th SESSION 『Don't freak out』（2023年2月 ‐ 4月、ザ・スズナリほか）‐ ソネ 役
- こまつ座 第147回公演『闇に咲く花』（2023年8月 ‐ 9月、紀伊國屋サザンシアターTAKASHIMAYAほか）‐ 鈴木巡査 役
- ハイ・ライフ（2023年11月 - 12月、まつもと市民芸術館実験劇場ほか）‐ ドニー役
- パルコ・プロデュース 2024『最高の家出』（2024年2月4日 - 3月23日、紀伊國屋ホールほか） - 向田淡路 役[14][15]
- A BETTER TOMORROW -男たちの挽歌-（2024年6月24日 - 7月16日、日本青年館ホールほか） - ジャッキー / レイ 役[16][17]
- ヒトハダ 第2回公演『旅芸人の記録』（2024年9月5日 - 29日、下北沢ザ・スズナリほか）[18][19]
- きたやじ オン・ザ・ロード〜いざ、出立!!篇〜（2025年3月1日 - 23日、日本青年館ホールほか）[20][21]
- きみは一生だれかのバーター（2025年7月31日 - 8月11日〈予定〉、浅草九劇）[22]
- 劇団papercraft 第12回公演『旧体』（2025年8月29日 - 9月3日〈予定〉、KAAT神奈川芸術劇場 大スタジオ）[23]
- 明日を落としても（2025年10月11日 - 27日〈予定〉、兵庫県立芸術文化センター 阪急中ホールほか）[24]

### ラジオドラマ
- バスが行く（1995年9月30日、NHK-FM）
- 少年H（1997年8月4日 - 29日、NHK-FM）

### ナレーション
- 目撃！にっぽん 「俺たちの成人花火」（2021年12月26日、NHK）

### ナレーションドラマ
- join （2007年） - こーじ役 ※鈴木亜美シングルに収録。
  - joins Buffalo Daughter「O. K. Funky God」（2007年2月28日）#1 〜7days before〜
  - joins THC!!「Peaceお届け!!♡」（2007年3月7日）#2 〜the days before〜
  - joins キリンジ「それもきっとしあわせ」（2007年3月14日）#3 〜the days after〜

### ショートムービー
- join（2007年3月21日） - こーじ 役 ※鈴木亜美アルバム『CONNETTA』（CD+AタイプDVD）に収録。

### 携帯電話向け配信動画
- auオリジナルドラマ「ロス:タイム:ライフ」 ロックスター篇（2009年5月 - 6月、EZチャンネルプラス・LISMO Video）
- 美しき日々よ（清水翔太）（2009年7月、Sony Music Online Japan 携帯音楽ドラマ「DOR@MO」） - 暁 役
- 白百合兄弟のハンサムな食卓（2009年11月6日、QTV） - 柚木城一郎 役

### WEBドラマ
- 屍病汚染 DEAD RISING（2010年8月、Xbox Live）
- 僕らはみんな死んでいる♪（2013年12月 - 2014年2月、NOTTV） - 佐藤弘 役
- Jimmy〜アホみたいなホンマの話〜（2017年夏、Netflix） - 村上ショージ 役[25]
- 田中圭24時間テレビ（2018年12月15日21時 - 12月16日21時、AbemaSPECIAL2） - 尾上寛之（本人） 役[26]
- FODオリジナル連続ドラマ「GHOSTTOWN」（2019年3月31日ノーカット版配信、FOD・フジテレビ他） - 新見巌 役
- トリプルミッション!!! 女優たちの夢、ドラマにしました 「BADLUCK」（2020年3月20日配信、ひかりTV他） - 服部 役
- 全裸監督2（2021年6月24日 全話配信、Netflix） - 原田 役
- Paraviオリジナルドラマ 東京、愛だの、恋だの 第5話「The grass is always greener on the other side」（2021年10月2日配信、Paravi） - 横山浩介 役
- Huluオリジナルストーリー 週刊追求プレミアム 人物ファイル#02　菱田朋子（2021年11月配信、Hulu） - 冨樫清一 役
- 浅草キッド（2021年12月9日  - 、Netflix）[27]‐ 東八郎 役
- お前によろしく（2022年3月30日 - 、YouTube・TELASA） - 山本一生 役[28]
- 君が好き（2023年5月29日 ‐ 、ABEMA）‐ 店長 役

### CM
- 宝塚ファミリーランド「学校の怪談」（1995年）
- 宝塚ファミリーランド「学校の怪談2」（1996年）
- 大塚製薬「カロリーメイト」ジャックバウアー上陸篇（2005年）
- JR東海「-tokyo bookmark-」（2007年）
- リプトン「ザ・ロイヤルミルクティー」年上のひと篇（2008年） - ナレーション
- Right-on（2008年 / 2009年） ※ドラマ版『ROOKIES』 / 映画版『ROOKIES -卒業-』とのコラボレーションCM
- ロッテアイス「Coolish」（2009年） ※[注釈 2]
- 伊藤園「W BLACK」 / 「MINERAL SPARKIES」（2009年） ※[注釈 2]
- ロッテ「ガーナチョコレート」母の日ガーナ篇（2009年5月3日 - 10日、期間限定） ※[注釈 2]
- NTTドコモ「応援ドコモダケサイト『応援inバンクーバー』篇」（2010年）
- ソニー・コンピュータエンタテインメント「プレイステーション3『晴れ晴れ兄弟』篇」（2011年）
- ネクスト　HOME'S　「居酒屋にて」篇（2015年1月）
- クレディセゾン（2016年6月）
- 東進ハイスクール 全国統一中学生テスト篇（2018年5月）
- JR東日本グループ企業広告「まちづくり」篇（声の出演）(2018年)
- キリン のどごし<生＞
  - 『誰もが驚くうまさ』篇 (2018年)
  - 『新しいをみんなに』篇（2022年）
- 「都道府県県民共済」約束に、まっすぐ。（声の出演）
  - 「宣言」篇 (2018年)
  - 「掛金」篇（2021年）
  - 「県民共済の魅力」篇 「全国」篇　「割戻金」篇（2022年）
- マイナビ転職　恩返し篇(2018年)
- 明治 ザバス MILK PROTEIN （2020年）
- freee 起業時代 「Bus」篇 「Cafe」篇 （2023年）

### ミュージックビデオ
- クリープハイプ「オレンジ」(2012年)